# 旧城乡 (迁西县)
旧城乡，是中华人民共和国河北省唐山市迁西县下辖的一个乡镇级行政单位。

## 行政区划
旧城乡下辖以下地区：
郭沟村、龙王庙村、旧城村、粳子峪村、唐沟村、前河东寨村、后河东寨村、白沟村、巴家峪村、大董沟村、吴家峪村、碾子峪村、银洲峪村、北孙家峪村和榆树峪村。